# Jenni Screen
Jennifer Ellen Screen, coniugata Mottram, detta Jenni (Newcastle, 26 febbraio 1982), è un'ex cestista australiana.

## Carriera
Con l'Australia ha disputato due edizioni dei Giochi olimpici (Pechino 2008, Londra 2012), i Campionati mondiali del 2006 e i Campionati oceaniani del 2013.